# 호리 나오토라
호리 나오토라(일본어: 堀直虎, 1838년 12월 14일 ~ 1868년 12월 14일)는 스즈카번의 제13대 다이묘다. 그는 에도 막부 말기의 혼란스러운 정치적 상황 속에서 태어나 스즈카번의 내정과 외교를 안정시키기 위해 부단히 노력한 인물로 그는 번 내에 여러 신하들과 민중의 신뢰를 받으며 쇄국과 개국 사이에서 균형을 모색하고 경제적 자립과 군사력 강화를 추진했으며, 특히 농업 생산력 증대와 상업 진흥에 힘쓰면서 번의 재정을 튼튼히 하고 근대적 군사 훈련과 교육 제도를 도입하여 외세의 위협에 대비했고, 또한 메이지 유신이라는 대전환기 속에서 에도 막부와 신정부 사이의 권력 다툼에 신중하게 대처하여 스즈카번의 자주성과 존립을 지키려 했으나 결국 1868년 12월 14일에 생을 마감하면서 그의 치세는 일본의 근대화와 함께 막을 내리게 된 인물이다.

## 생애
호리 나오토라는 1838년 12월 14일에 태어났다. 그의 출생지는 일본 스즈카 지역이며, 가문은 오랜 역사를 가진 다이묘 가문으로서 지역 내에서 정치적 영향력과 군사적 영향력을 유지해왔다. 호리 나오토라는 전통적 무사 가문에서 태어나 어린 시절부터 무예와 문예 교육을 받으며 성장했다. 그의 초기 생애는 일본 말기의 혼란스러운 정치적 상황과 함께 진행됐으며 메이지 유신 이전의 봉건 사회 속에서 다이묘로서의 의무와 책임을 체득하는 과정이었다. 가문 내에서는 충성과 명예를 중시하는 유교적 가치관과 불교 및 신도 신앙이 공존하는 환경 속에서 성장했으며 이는 그의 인격 형성과 정치적 판단에 큰 영향을 끼쳤다.
호리 나오토라는 어린 시절 스즈카번의 행정을 담당하며 번내의 경제와 군사 체제 개혁에 힘썼다. 학력에 대해서는 당시 다이묘 자제로서 도쿠가와 막부 관료 교육을 받았으며, 무술뿐만 아니라 문학과 역사, 철학 등 다방면의 학문에도 조예가 깊었다. 그의 경력은 다이묘로서의 봉직 뿐만 아니라 지역민의 생활 안정과 번의 자립 경제 강화에 기여한 점에서 높이 평가된다. 특히 서구의 신식 무기 도입과 군사 훈련 개혁을 추진하며 번의 군사력을 향상시키는 데 주력했다. 정치적으로는 메이지 유신으로 인한 막부 붕괴와 새로운 중앙집권적 체제 전환기에 번의 입지를 지키려는 복잡한 외교적 갈등과 내부적 갈등을 경험했다. 
후기 생애에는 도쿠가와 막부의 몰락과 함께 번의 존속이 위태로워지자 호리 나오토라는 번의 생존과 번민들의 삶을 보호하는 데 전력을 다했다. 그러나 당시 일본 전국적으로 일어난 격변 속에서 그 역시 정치적 압박과 스트레스로 건강이 악화됐다. 그는 1868년 12월 14일에 31세로 사망했는데, 사망원인은 정확한 기록이 남아 있지 않으나 스트레스성 질환과 번내외의 갈등에서 비롯된 심신의 쇠약으로 추정된다. 사망지는 스즈카 지역 내 자신의 저택이었으며, 매장지는 가족 공동묘지에 안장됐다. 그의 죽음은 스즈카번 뿐 아니라 당시 일본 내 다이묘 사회에 큰 충격을 줬으며, 번 내의 후계 문제와 정치적 혼란을 야기했다.
호리 나오토라가 남긴 영향과 의의는 일본 근대화의 전환기 속에서 지역 다이묘로서 봉건 체제의 한계를 극복하려 노력한 점에 있다. 그의 유산은 번의 행정 개혁과 군사력 강화, 그리고 번민의 복지 증진에 대한 관심으로 남아 후대에 계승됐다. 주요 업적 중 하나는 전통적인 봉건 체제 안에서도 근대적 개혁 의지를 보여준 점이며, 특히 서구식 군사 기술 도입과 내정 개혁 추진으로 번의 경쟁력을 높인 점이 두드러진다. 또한, 가문과 지역사회를 위한 헌신과 충성심은 그를 스즈카번 역사에서 중요한 인물로 자리매김하게 했다. 이러한 점에서 호리 나오토라는 에도 막부 말기 다이묘 중에서도 근대화의 불씨를 지핀 인물로 평가받는다.

## 같이 보기
- 에도 막부
- 메이지 시대
- 메이지 유신

| 호리 나오타케 | 제13대 스즈카번의 제13대 다이묘 1861년 ~ 1868년 11월 | 호리 나오아키라 |